# Baie-Mahault
Baie-Mahault (prononcé [bɛ ma.o] ; en créole guadeloupéen : Bémao) est une commune française, située dans le département de la Guadeloupe.
Avec 30 909 habitants en 2021, Baie-Mahault est la deuxième ville la plus peuplée de la Guadeloupe après Les Abymes. La zone industrielle et commerciale de Jarry-Moudong située sur le territoire de Baie-Mahault est considérée comme le poumon économique de la Guadeloupe avec 3 500 entreprises et près de 15 000 emplois. Ses habitants sont appelés les Baie-Mahaultiens.

## Géographie

### Localisation

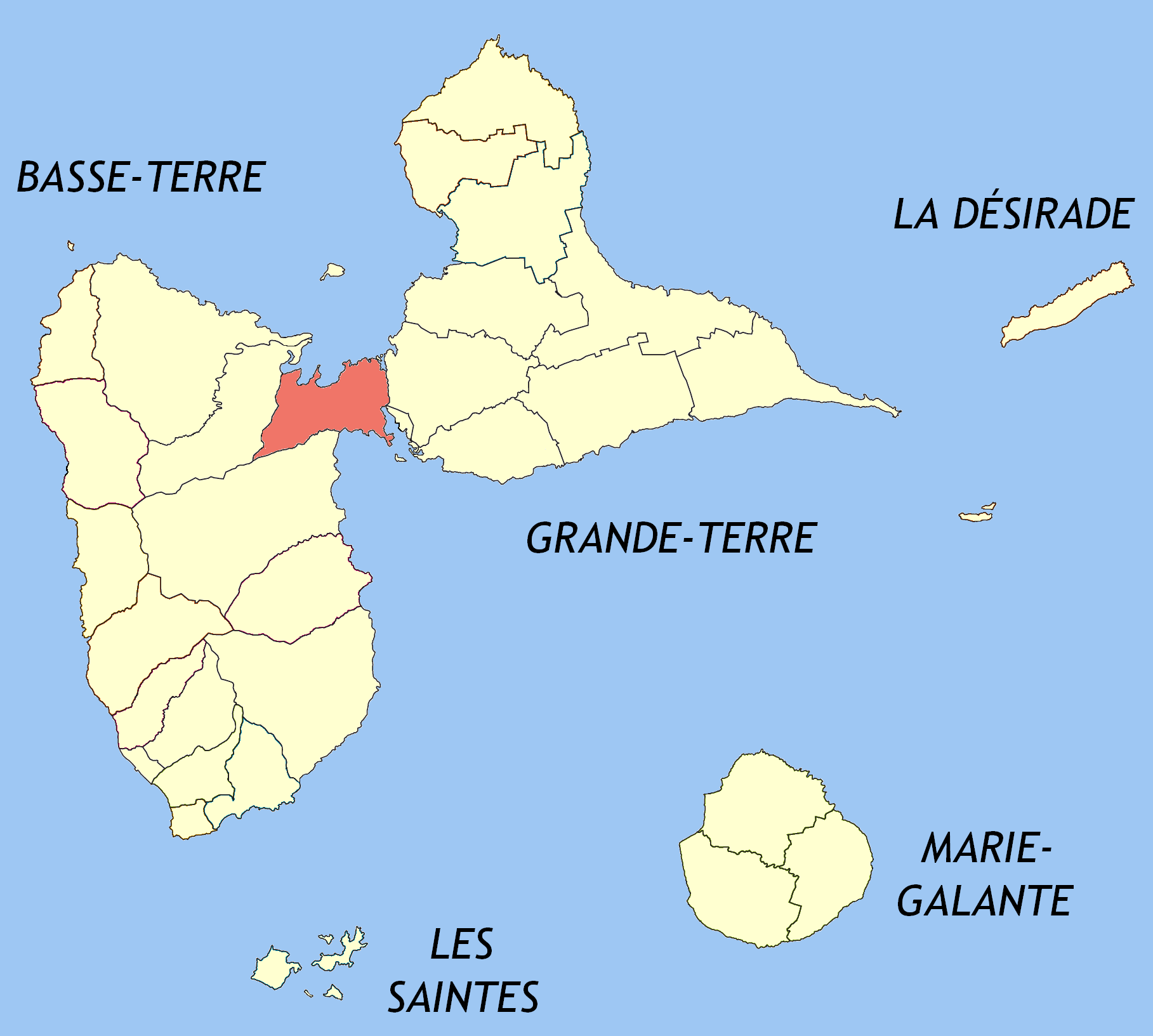
En rouge le territoire communal de la commune Baie-Mahault.

De 46 km2 de superficie totale, la commune de Baie-Mahault est située à l'est de la Basse-Terre et intégrée à l'agglomération de Pointe-à-Pitre. Du fait de sa position, attenante à la Rivière Salée qui sépare les deux îles principales de la Guadeloupe, la commune fait office de porte d'entrée pour l'île de la Basse-Terre en provenance de la Grande-Terre. Son territoire en partie composé d'une mangrove marécageuse est parcouru par, principalement, quatre cours d'eau : la Rivière Sans Nom (qui marque la limite territoriale avec Lamentin), la rivière Mahault, la rivière Houaromand et la rivière du Coin (qui marque la limite territoriale avec Petit-Bourg).
Ouverte au nord sur le Grand Cul-de-sac marin, la commune possède sur cette façade deux grandes baies : la baie Mahault (entre la pointe Madeleine et la pointe Saint-Vast) et la baie Dupuy ou baie Cercelle (entre la pointe Saint-Vast et la pointe Pasquereau) ; au sud ouverte sur le Petit Cul-de-sac marin c'est la zone de Jarry et sa presqu'île qui forme la partie occidentale du Port autonome de la Guadeloupe de Pointe-à-Pitre.
Les communes limitrophes de Baie-Mahault sont Petit-Bourg, Lamentin, Pointe-à-Pitre (par le pont de la Gabarre) et Les Abymes (par le pont mobile de l'Alliance).
|             | Mer des Caraïbes | Les Abymes       |
| Lamentin    | Baie-Mahault     | Pointe-à-Pitre   |
| Petit-Bourg |                  | Océan Atlantique |

### Climat
Le climat y est de type tropical.

## Urbanisme

### Typologie
Baie-Mahault est une commune urbaine, car elle fait partie des communes denses ou de densité intermédiaire, au sens de la grille communale de densité de l'Insee,,,. Elle appartient à l'unité urbaine de Pointe-à-Pitre-Les Abymes, une agglomération intra-départementale regroupant 11 communes et 252 132 habitants en 2022, dont elle est une ville-centre,.
Par ailleurs la commune fait partie de l'aire d'attraction des Abymes, dont elle est une commune du pôle principal. Cette aire, qui regroupe 18 communes, est catégorisée dans les aires de 200 000 à moins de 700 000 habitants,.
La commune, bordée par la mer des Caraïbes au nord et par l'océan Atlantique au sud, est également une commune littorale au sens de la loi du 3 janvier 1986, dite loi littoral. Des dispositions spécifiques d’urbanisme s’y appliquent dès lors afin de préserver les espaces naturels, les sites, les paysages et l’équilibre écologique du littoral, par exemple le principe d'inconstructibilité, en dehors des espaces urbanisés, sur la bande littorale des 100 mètres, ou plus si le plan local d’urbanisme le prévoit,.
Sur le territoire de Baie-Mahault se trouve la zone industrielle de Jarry Houelbourg qui est le cœur économique de la Guadeloupe. Sous l'impulsion de son maire, Ary Chalus, Baie-Mahault a mis en ligne un blog pour favoriser le dialogue avec les populations pour la phase de concertation de l'élaboration du plan local d'urbanisme (PLU) de Baie-Mahault : 
« Ce moyen moderne, qui ouvre le débat aux internautes du monde entier, permet aussi bien de ne pas exclure ceux de nos compatriotes qui seraient momentanément exilés en même temps qu’il nous permet de bénéficier de l’expérience de personnes de toutes origines, pour peu qu’elles aient envie de la partager et qu’elles s’intéressent à Baie-Mahault. »

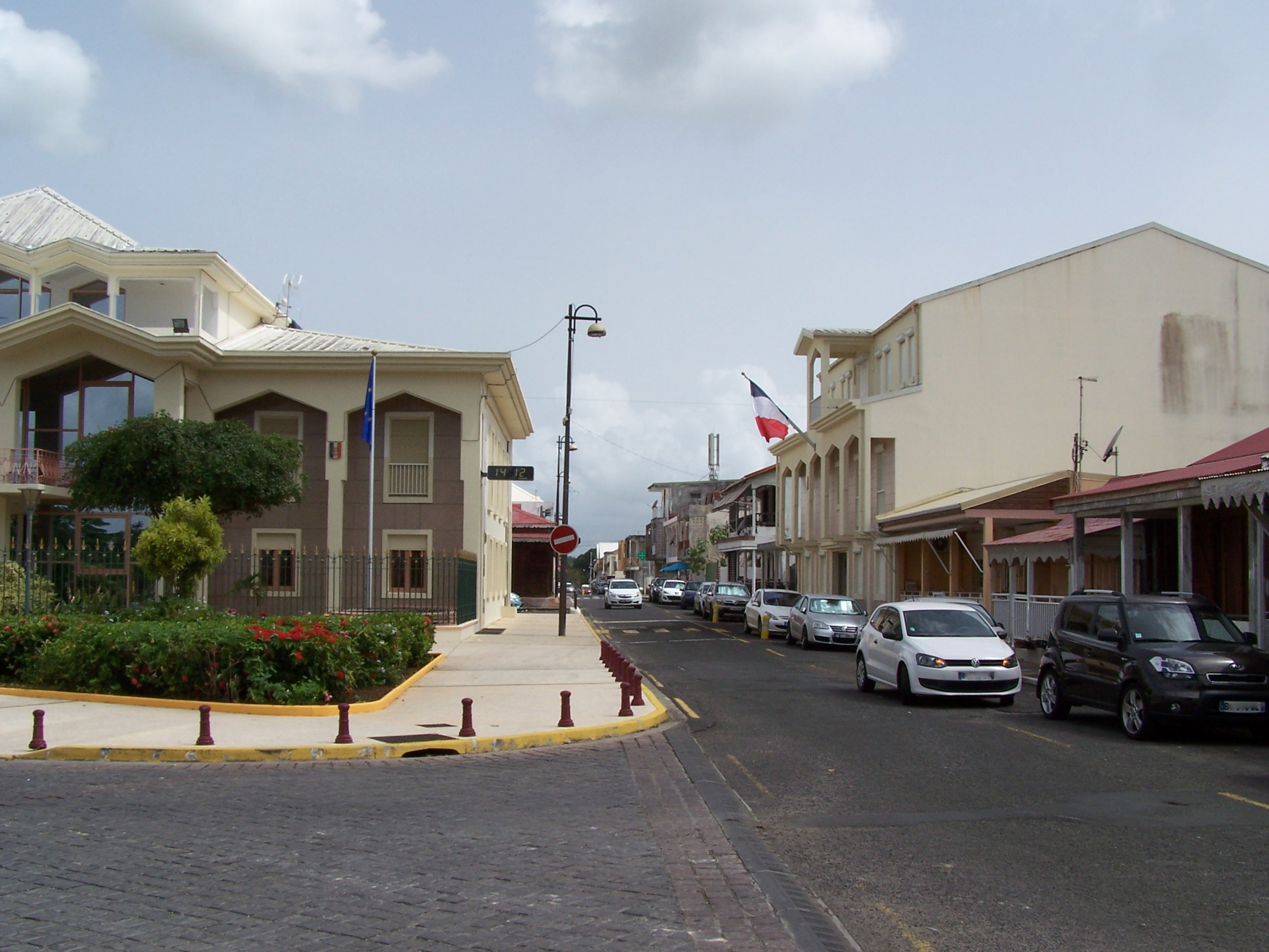
La rue de la République.
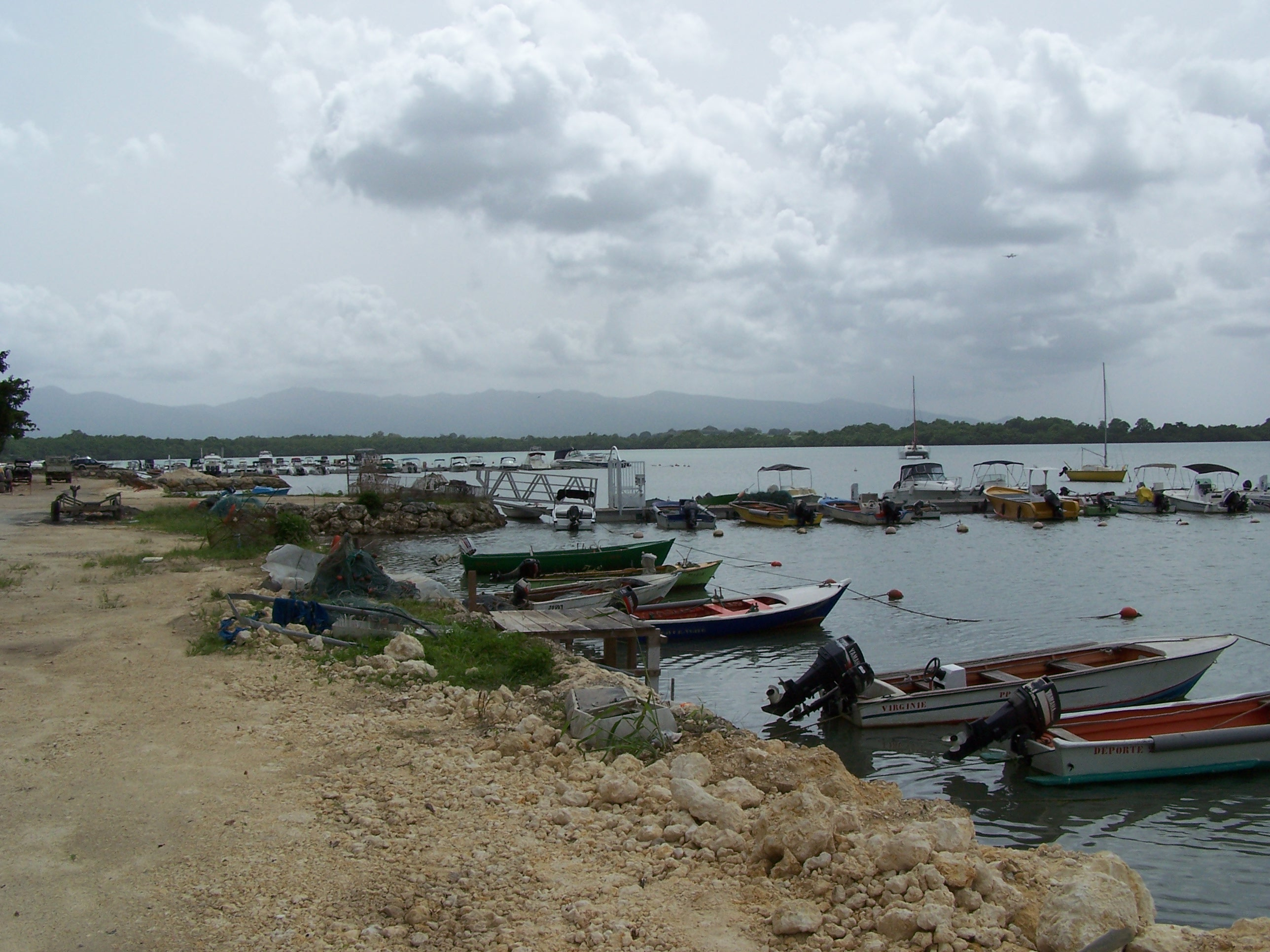
Le port de Baie-Mahault (en cours de réhabilitation).
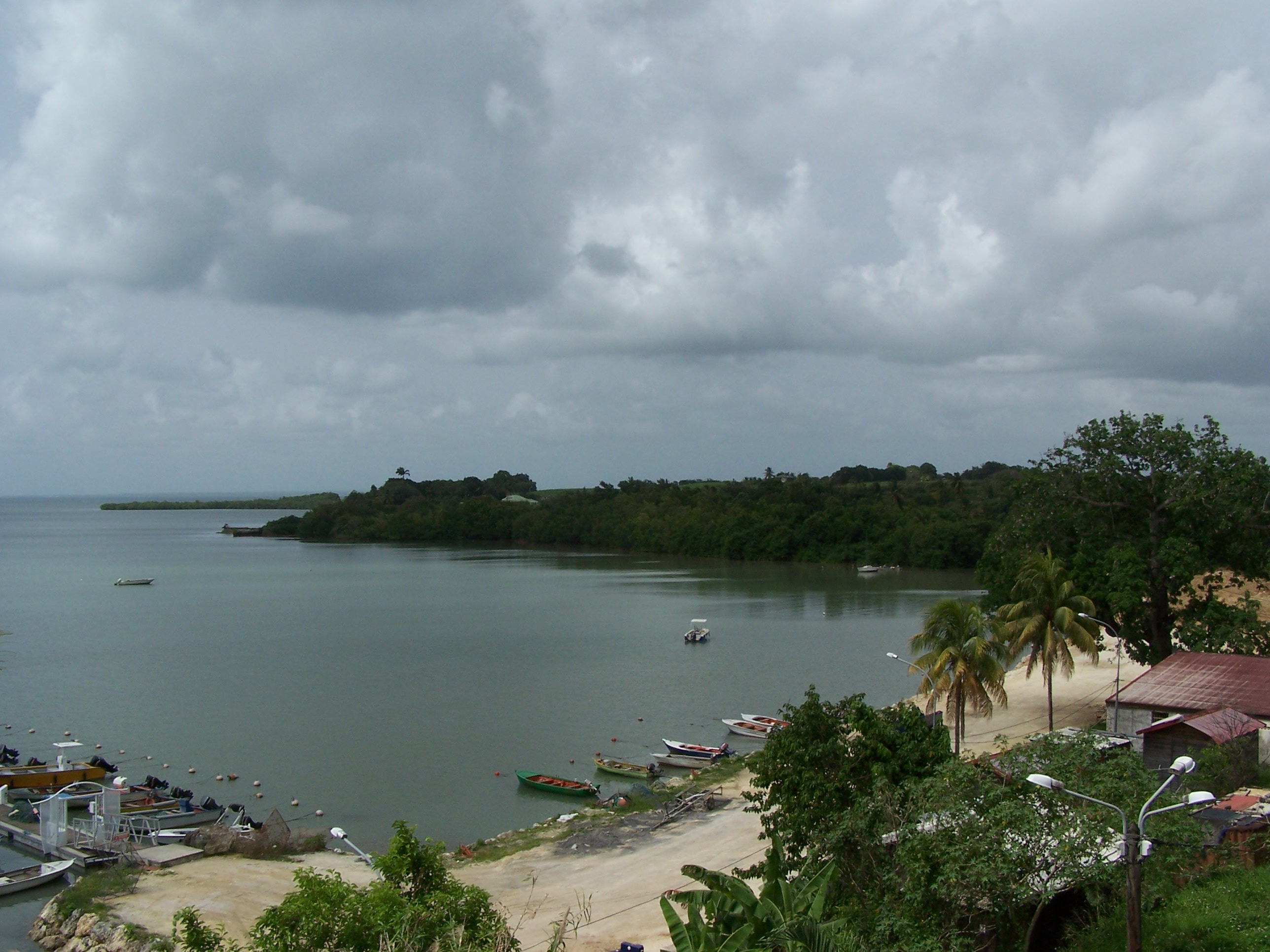
La baie Mahault et la pointe de la Madeleine.

### Lieux-dits, hameaux et écarts
Les sections de la commune sont : Le Bourg, Beausoleil, Bel-Air, Belcourt, Birmingham, Blachon, Bragelone, Budan, Café, Calvaire, Calvaire-Chapelle, Convenance, Destrellan, Digue, Dupuy, Fond Budan, Fond-Richer, Houëlbourg, Houëlbourg-sur-Mer, Jabrun, La Jaille, Jarry, Moudong Sud, Moudong Nord, L'Official, Plaisance, Reffer, La Retraite, Trioncelle, Wonche.

### Voies de communication et transports
La commune est desservie par les lignes B10, B30, B31, B40, B41, B42 et B62 du réseau de transport Karu'Lis.

## Toponymie
Selon le père Fabre, son nom viendrait de mahotou ou mahot, une variété de palétuvier abondante dans la région. En 1659, Charles Houël s'octroie cette région qui est ensuite érigée en marquisat, d'où son ancien nom de Houelbourg.

## Histoire
Pour un article plus général, voir Histoire de la Guadeloupe.
En 1707, la zone située entre la Rivière Salée et la grande Rivière à Goyaves est habitée pour la première fois, par un dénommé Charles Houël,. C'est ensuite en 1737 que le premier bourg s'y construit, au niveau de la Jaille, et que la paroisse est créée et mise sous le vocable de Saint Jean-Baptiste,.
En 1794, lors de l'invasion de la Guadeloupe par les britanniques, Baie-Mahault abrite des batteries qui servent à protéger leurs positions face aux forces républicaines de Victor Hugues. Après sa victoire, ce dernier fusille plusieurs centaines de personnes dans la zone ouest de la Rivière Salée, dans un lieu nommé Morne à Savon situé à proximité de l'une des batteries britanniques,.
Le 25 octobre 1797, Baie-Mahault devient officiellement un canton de la Guadeloupe. En 1837, elle est élevée comme municipalité, avec des limites plus larges qu'actuellement allant jusqu'à la grande Rivière à Goyaves. Peu avant, en 1835, un recensement de la population de la commune fait état de 724 hommes libres et 3 008 esclaves. En 1848, le premier maire élu à la suite de l'abolition de l'esclavage, Gaston Descamps, reste en place pendant 28 ans et contribue au développement économique de la commune (usine à sucre de la Retraite, modernisation de la sucrerie Nouy, etc.). Cependant, en 1865, une épidémie de choléra touche durement la commune avec 770 décès sur près de 5 000 habitants qu'elle compte alors.

## Politique et administration

### Rattachements administratifs et électoraux
La commune appartient à l'arrondissement de Basse-Terre et est divisée en deux cantons, dont elle est le chef-lieu, depuis le redécoupage cantonal de 2014 :
- Baie-Mahault-1
- Baie-Mahault-2

Pour l'élection des députés, Baie-Mahault fait partie depuis 1988 de la troisième circonscription de la Guadeloupe.

### Intercommunalité
Avec Les Abymes et Pointe-à-Pitre, la commune de Baie-Mahault appartient à la communauté d'agglomération Cap Excellence, dans laquelle elle est représentée par seize conseillers.

### Liste des maires
Le premier maire, de 1827 à 1831, est François Sigismond du Bois d'Estrelan, major d'infanterie au service du roi d'Angleterre pendant la Révolution.
| Période                                  | Période                          | Identité               | Étiquette | Qualité |
| ---------------------------------------- | -------------------------------- | ---------------------- | --------- | --- |
| 1945                                     | 1969                             | Childéric Trinqueur    | SFIO      | Conseiller général du canton de Baie-Mahault (1955 → 1967) |
| 1969                                     | 1977                             | Pierre Mathieu         | PS        | Conseiller général du canton de Baie-Mahault (1967 → 1979) Président du conseil régional de la Guadeloupe (1975 → 1980) |
| 1977                                     | 1994                             | Édouard Chammougon     | RPR       | Directeur d’école Député de la Guadeloupe (1986 → 1988) Député de la 3e circonscription de la Guadeloupe (1993 → 1994) Conseiller général du canton de Baie-Mahault (1979 → 1994) Conseiller régional de Guadeloupe (1983 → 1993) |
| 1994                                     | 2001                             | Marcelle Chammougon    | DVD       | Professeure de lettres Conseillère générale du canton de Baie-Mahault (1995 → 2004) Conseillère régionale de Guadeloupe (1998 → 2004)                                                                                             |
| 2001                                     | 2001 (décès)                     | Paul Mado              | DVG       | |
| 2001                                     | 2015                             | Ary Chalus             | DVG       | Agent technique EDF Député de la 3e circonscription de la Guadeloupe (2012 → 2017) Conseiller général du canton de Baie-Mahault (2004 → 2012)                                                                                     |
| 2015                                     | en cours réélection en juin 2020 | Hélène Molia-Polifonte | DVG       | Professeure d'histoire-géographie Conseillère régionale de Guadeloupe (2010 → 2015) Vice-présidente du conseil régional de Guadeloupe (2010 → 2015)                                                                               |
| Les données manquantes sont à compléter. |                                  |                        |           | |

## Population et société

### Démographie
L'évolution du nombre d'habitants est connue à travers les recensements de la population effectués dans la commune depuis 1961, premier recensement postérieur à la départementalisation de 1946. À partir de 2006, les populations de référence des communes sont publiées annuellement par l'Insee. Le recensement repose désormais sur une collecte d'information annuelle, concernant successivement tous les territoires communaux au cours d'une période de cinq ans. Pour les communes de plus de 10 000 habitants les recensements ont lieu chaque année à la suite d'une enquête par sondage auprès d'un échantillon d'adresses représentant 8 % de leurs logements, contrairement aux autres communes qui ont un recensement réel tous les cinq ans,.

En 2022, la commune comptait 30 943 habitants, en évolution de +0,24 % par rapport à 2016 (Guadeloupe : −2,67 %, France hors Mayotte : +2,11 %).
| 1961  | 1967  | 1974  | 1982   | 1990   | 1999   | 2006   | 2011   | 2016   |
| ----- | ----- | ----- | ------ | ------ | ------ | ------ | ------ | ------ |
| 7 293 | 7 398 | 8 348 | 10 475 | 15 036 | 23 389 | 27 906 | 30 201 | 30 868 |

| 2021   | 2022   | - | - | - | - | - | - | - |
| ------ | ------ | - | - | - | - | - | - | - |
| 30 909 | 30 943 | - | - | - | - | - | - | - |

### Enseignement

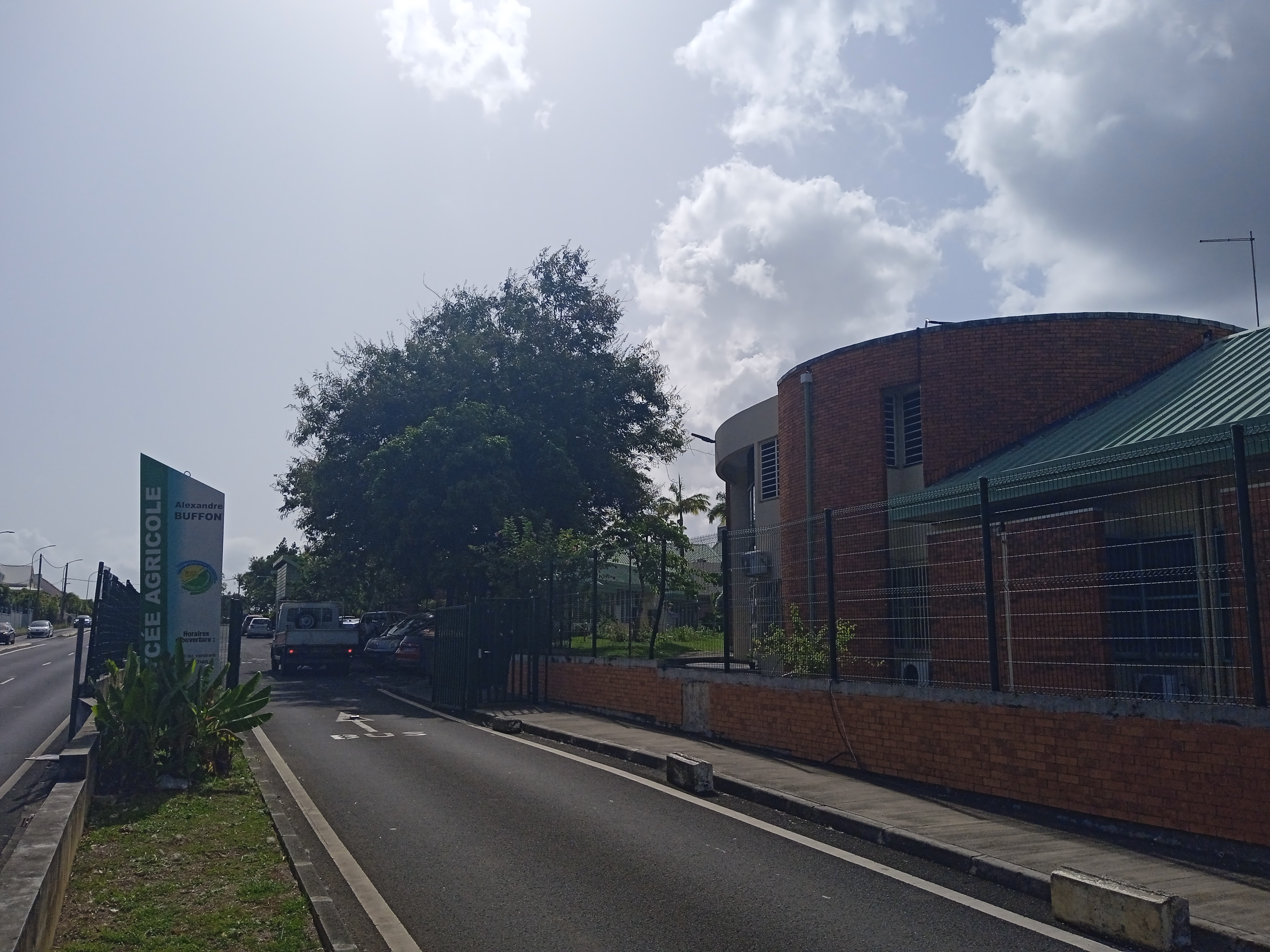
Le lycée général technologique et professionnel agricole Alexandre Buffon de Baie-Mahault.

Comme toutes les communes de l'archipel de la Guadeloupe, Baie-Mahault est rattaché à l'Académie de la Guadeloupe. La ville possède sur son territoire six écoles maternelles (Bourg 2, Bragelogne, Felix-Edinval, Lucette-Irène-Celanie, Merosier-Narbal et Rosita-Kammer) et six écoles primaires (Bragelogne, Cora-Mayeko, La Jaille, Louis-Andrea-1 et Louis-Andréa-2, Massabielle-II (privée)). Pour l'enseignement secondaire Baie-Mahault accueille :
- Le collège privé Saint-Joseph-de-Cluny ;
- Le collège Maurice-Satineau ;
- Le collège Gourde-Liane ;
- Le lycée polyvalent Charles-Coeffin, qui propose des classes préparatoires PTSI et l'unique filière MP2I (informatique, mathématiques, physique et ingénierie) des Antilles[21],[22] ;
- Le lycée agricole Alexandre-Buffon à Convenance ;
- Le lycée d'enseignement professionnel et technologique Augustin-Arron ;
- Le lycée privé d'enseignement professionnel Saint-Joseph-de-Cluny ;
- Le lycée privé technique et professionnel Belair ;
- L'école régionale de la deuxième chance, à Jarry.

### Santé
La proximité de Baie-Mahault avec Pointe-à-Pitre implique que l'hôpital de référence de la commune est le centre hospitalier universitaire de Pointe-à-Pitre. L'offre de soin locale de la commune est en outre assurée par la clinique privée Les Eaux Claires (du groupe Kapa Santé).

### Équipements culturels et sportifs
Équipements culturels
- Médiathèque municipale Paul-Mado
- Centre culturel Gérard Lockel

Équipements sportifs

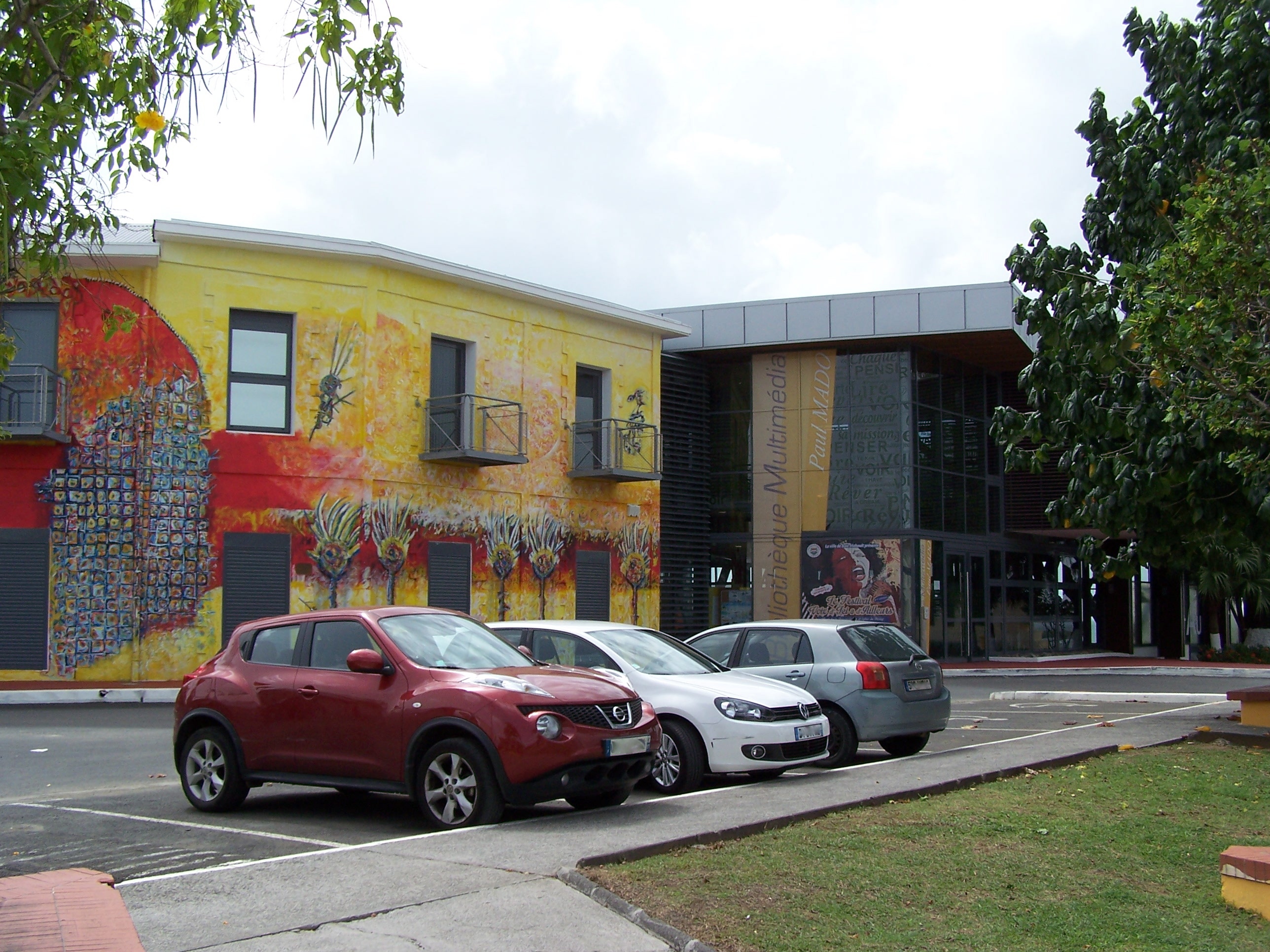
La médiathèque municipale Paul-Mado.

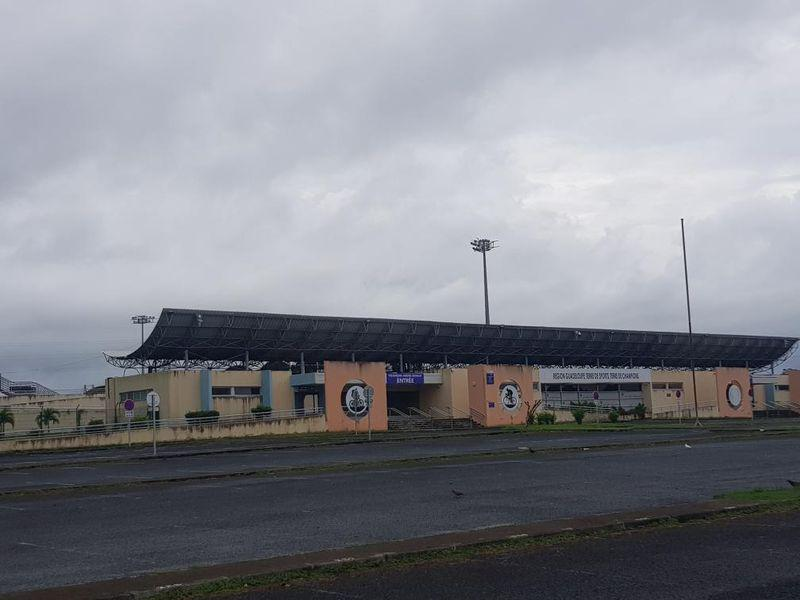
Le vélodrome de Baie-Mahault

Les équipements sportifs présents sur le territoire municipal sont le stade Fiesque-Duchesne (d'une capacité de 4 750 places assises), le vélodrome de Gourde Liane – baptisé vélodrome Amédée-Detraux en 2010 (d'une capacité de 9 000 places, soit le plus grand stade de la Guadeloupe – le stade Claude-Virapin (section Calvaire), le gymnase Valère-Lamie, des terrains de tennis, le centre équestre La Martingale et le centre équestre Les cavaliers de Saint Georges.
Ces équipements accueillent les clubs sportifs suivant :
- Baie Mahault Basket Club (BMBC), basket.
- US Baie-Mahault, football.
- Sporting club de Baie-Mahault, football.
- La Solidarité scolaire de Baie-Mahault, football
- Union sportive baie-mahaultienne (USBM), athlétisme.
- ASBM et Excelsior, cyclisme.
- Jarry vélo club (JVC), cyclisme.
- Association sportive des universitaires et du Phoenix (ASUP), handball.
- AscVolley-Ball, volley-ball.
- PPC, tennis de table.
- Sangoku club, judo.

### Divers

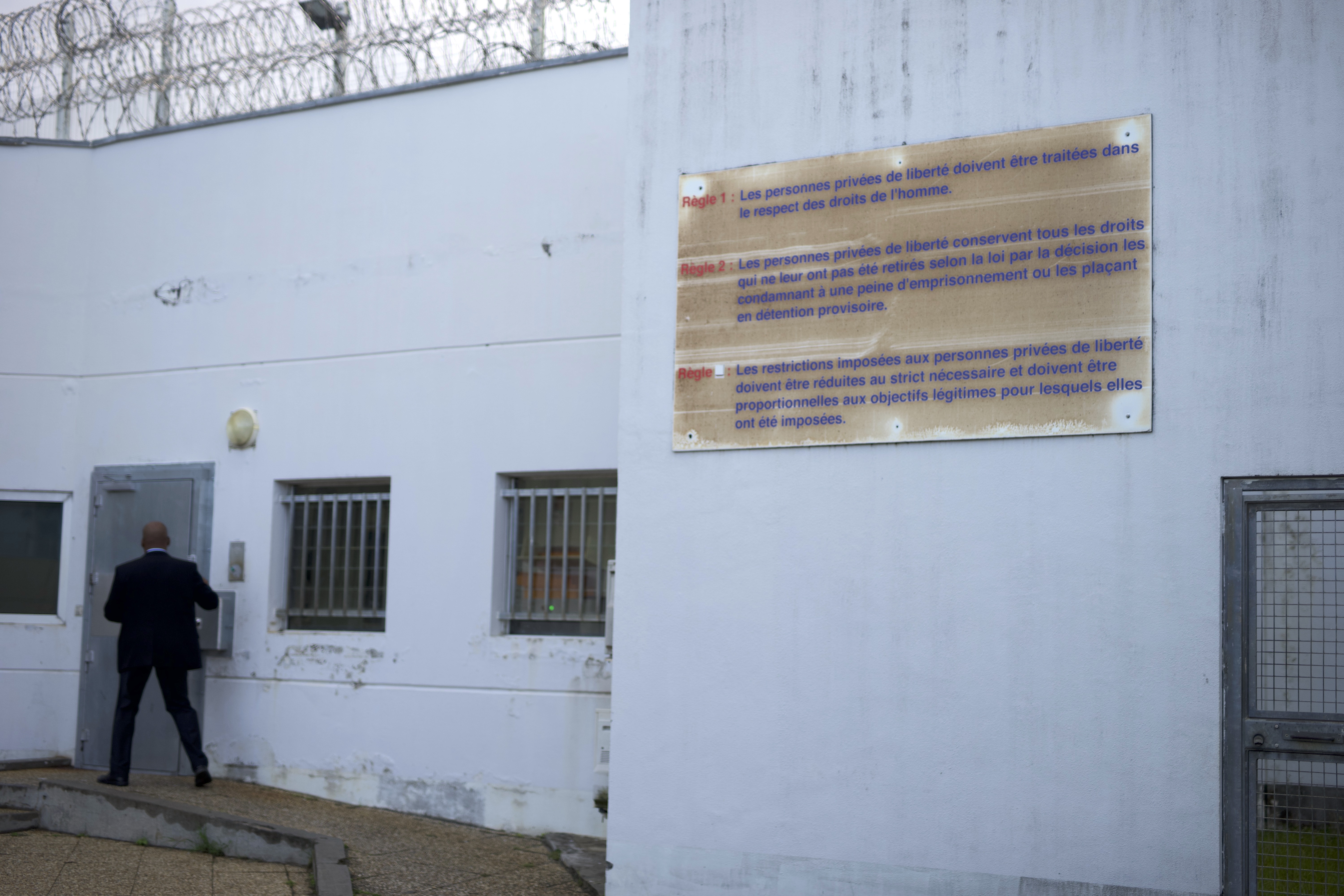
Entrée du Centre pénitentiaire de Baie-Mahault.

Un important centre pénitentiaire est présent sur le territoire baie-mahaultien, un centre de télécommunications par satellite, propriété d'Orange Caraïbe (anciennement France Télécom Guadeloupe) est implanté à Destrellan depuis 1984, ainsi qu'un détachement des forces armées aux Antilles, le RSMA-Ga basé au camp Dugommier–La Jaille à Jarry, dont la mission est de mettre en œuvre le service militaire adapté.
La commune abrite également le Consulat général de République dominicaine à Pointe-à-Pitre, le consulat honoraire de Belgique et le consulat honoraire du Brésil.

## Économie
Baie-Mahault comptait 25 511 emplois selon l'INSEE, au recensement de la population de 2010, dont près de 5 000 dans l'industrie et la construction, 14 500 dans le commerce, les transports et les services divers, et 5 750 dans les administrations publiques, l'enseignement, la santé humaine et l'action sociale.
La commune compte sur son territoire la zone industrielle de Jarry qui, avec 300 hectares, est l'un des poumons économiques de la Guadeloupe. Elle accueille également le port autonome de la Guadeloupe.
La commune possède une antenne de la chambre de commerce et d'industrie de Basse-Terre ainsi qu'un centre de formation technique CENCI Jarry de la chambre de commerce et d'industrie de Pointe-à-Pitre.
Le centre commercial Destreland, premier de la Guadeloupe par sa superficie, est également implanté dans la commune ainsi que le marché de Gourdeliane qui est l'un des plus importants de l'île pour les producteurs de fruits et légumes.

### Projets
- Circuit de supermotard et de karting : le projet de construction du circuit de supermotard et de karting devrait s'étaler sur un terrain de 3,5 hectares à proximité du pont de la Gabarre à Baie-Mahault [28].
- Cinéma multiplexe Cinévallée (plus connu sous le nom de Cinévillage) : huit salles de cinéma de 2 059 places regroupées dans un multiplexe de 2 059 places situé à proximité du siège de Guadeloupe La 1re, au Morne Bernard. Approuvé en novembre 2016, ce projet, porté par la société d'exploitation de cinémas Cinésogar, aurait dû voir le jour aux alentours de 2020, à l'origine[29]. Mais lors de la séance du 14 novembre 2018, la Commission nationale d'aménagement cinématographique (CNACi) a décidé de refuser le projet[30]. Cependant, la Cour administrative d'appel de Paris a décidé, par l'arrêté du 24 octobre 2019, d'annuler ce refus. Le projet a donc été validé à nouveau et prend désormais le nom de « Cinévallée ». Il comportera dix salles de 2 322 places et devrait voir le jour d'ici 2025[31].
- Technopôle Audacia Caraïbes : projet de technopôle mis en place le 13 février 2019 qui devrait voir le jour d'ici 2030 au Morne Bernard et déjà présenté comme la « Silicon Valley » de la Guadeloupe [32],[33].

## Culture et patrimoine

### Lieux et monuments
La Maison Wonch
Datant du milieu du XIXe siècle, en bois, cette maison de maître traditionnelle suit un plan carré avec galerie tout autour du bâtiment. Elle abrite les propriétaires éponymes d'une habitation qui couvre de vastes terres dans les hauteurs, vers les sections actuelles de Dorville et Calvaire. Le 31 décembre 1840, M. Wonch, ou Wounch, devient maire de Baie-Mahault et succède au comte d'Estrelan, premier maire de la commune.
La Maison Descamps
Datant du milieu du XIXe siècle, en bois, cette habitation Birmingham est une demeure bâtie selon les plans traditionnels des maisons de maître à un étage. Gaston Descamps s'est associé avec trois de ses frères pour créer une société au capital constitué de l'habitation Birmingham et de l'usine de la Retraite. Il est par ailleurs maire de la commune à de nombreuses reprises entre 1848 et 1871.
La cheminée de la sucrerie
Construite à Pointe Pasquereau dans les années 1860, en pierres et en briques, cette cheminée témoigne de la modernisation de la sucrerie d'Auguste Nouy effectuée vers 1860 et accompagnée de l'arrivée d'une machine à vapeur. La sucrerie, établie vers 1820 sur une terre déjà cultivée, est durement touchée par l'épidémie de choléra de 1865 qui emporte soixante-dix des cent soixante travailleurs de la propriété. À partir de 1870, après un bail passé avec la société Souques, les cannes partent par chalands vers l'usine Darboussier, à Pointe-à-Pitre, et ne sont plus traitées sur place. Cette tombe de style néo-classique abrite les restes des familles Bidlet de la Quintinie et de Rozière, propriétaires de la Retraite. Jusqu'au début du XXe siècle, les habitants s'octroient le droit de se faire enterrer sur leurs terres.
La Maison Dupuy
Cette maison créole, datant des années 1940, est construite en bois à l'identique d'après un plan du milieu du XIXe siècle. Elle est située sur un morne face à l'alizé, et appartient à l'habitation-sucrerie du même nom. De nombreuses portes-fenêtres et des lucarnes en chien-assis permettent une bonne ventilation.

#### Ancienne usine électrique
En béton armé, cette ancienne centrale électrique de Baie-Mahault est un bâtiment édifié après la Seconde Guerre mondiale afin de renforcer la production d’électricité de la première centrale. L’électrification de la Guadeloupe débute vers 1914 par l'installation de deux groupes électrogènes, à Basse-Terre et à Pointe-à-Pitre.
La première centrale à vapeur de 2 750 kilowatts est construite en 1934 dans la commune de Baie-Mahault et inaugurée en 1936. Après 1946, cette première usine est complétée par la construction d’une centrale Diesel d'une puissance de trois fois 600 kilowatts.

#### Église Saint-Jean-Baptiste

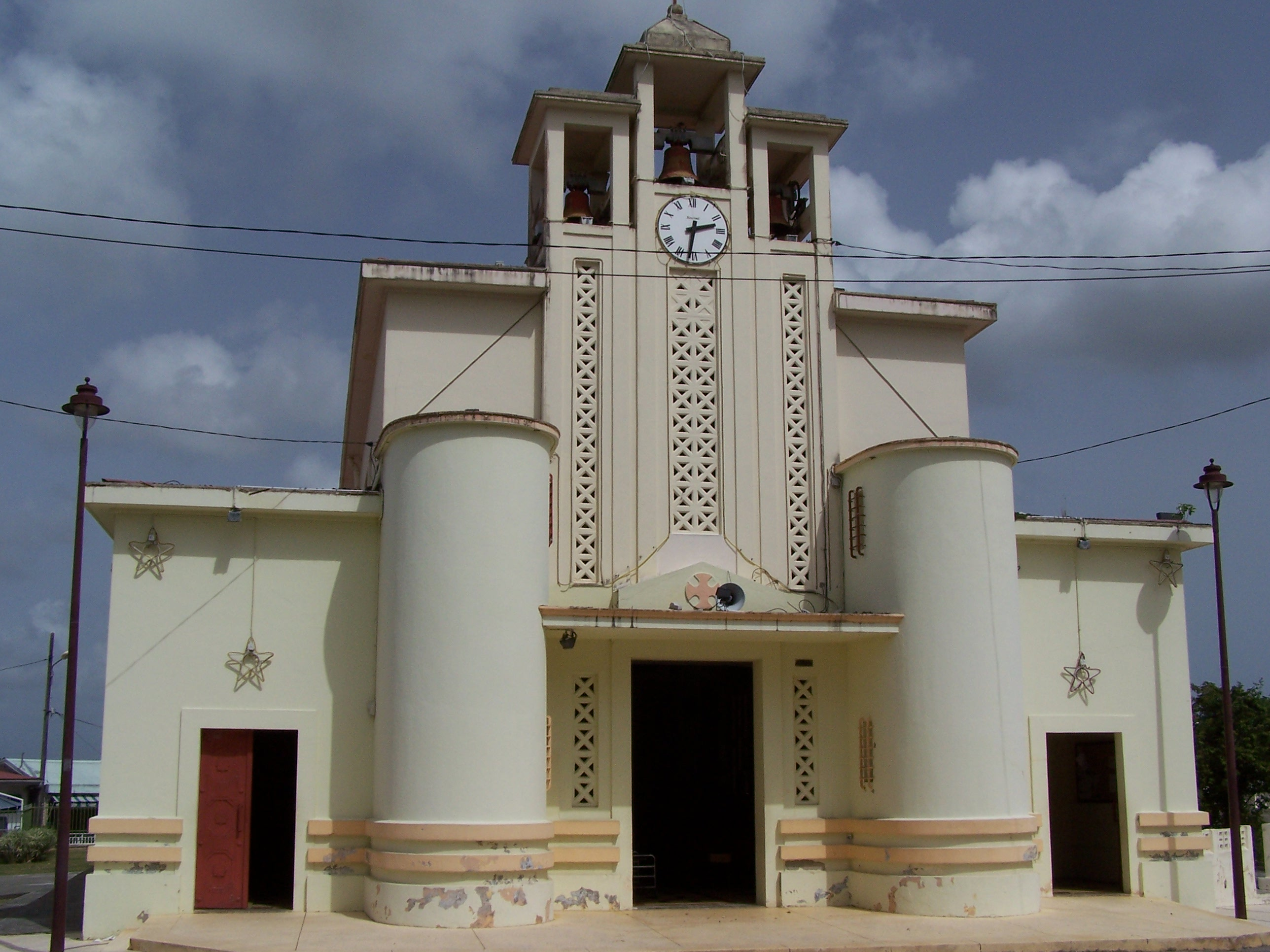
L'église Saint-Jean-Baptiste de Baie-Mahault.

Datant du début du XXe siècle (1933) et œuvre en béton armé de l'architecte Ali Tur, l'église Saint-Jean-Baptiste est située sur l'emplacement du sanctuaire précédent, ravagé par le cyclone de 1928 qui n'épargne que la base de l'autel et un bas-côté. La façade, qui mêle volumes pleins et arrondis dans le style Art déco, rappelle certaines églises fortifiées du sud-ouest de la France métropolitaine avec ses tours symétriques de part et d'autre du clocher médian. Le porche en saillie, ainsi que le clocher, sont percés de claustras qui confèrent une certaine légèreté à l'édifice et permettent le filtrage de la lumière.
L'édifice a été classé au titre des monuments historiques en 2017. L'église est dédiée à saint Jean-Baptiste.

#### Autres monuments
- Chapelle Notre-Dame de Jarry.
- Épave du Bertina
- Le monument aux morts de la place Childéric-Trinqueur, datant de 1935, est l'œuvre d'Edmond Mercier (disciple d'Ali Tur)[36] ; il est inscrit aux Monuments historiques depuis 2018[37].

### Patrimoine culturel
L'ingénieur géographe Thévenet a dépeint Baie-Mahault dans une aquarelle (48.7 x 95 cm) représentant au 1/7415 le Plan du nouveau chemin de la Rivière Salée (1766), faisant partie de l'atlas Moreau de Saint-Méry conservé aux Archives nationales d'outre-mer d'Aix-en-Provence. Ce plan représente la première route terrestre raccordant la Guadeloupe à la Grande-Terre. Elle est construite sur une levée de terre, et le passage de la rivière Salée s'effectue sur une gabarre, chaloupe pouvant contenir plusieurs chevaux et leurs cavaliers. Plus sûr, plus rapide, praticable par tous les temps et moins coûteux, ce chemin évite la traversée en mer et s'inscrit dans le cadre du plan d'établissement de la « nouvelle ville », à savoir Pointe-à-Pitre. Des ouvrages militaires sont prévus, figurés en jaune pour le retranchement de la troupe et des habitants de la Grande-Terre.

### Sites naturels
- L'anse Petite-Rivière possède la principale plage de la commune.

### Personnalités liées à la commune
- Clémence Botino, née à Baie-Mahault en 1997, Miss France 2020
- Guy Konkèt (1950-2012), percussionniste né et mort à Baie-Mahault
- Thomas Lemar, né en 1995 à Baie-Mahault, footballeur international français, champion du monde 2018. Il a été formé au club de la Solidarité scolaire à Baie-Mahault.
- Maurice Satineau, né en 1891 à Baie-Mahault et mort en 1960 à Paris, député de la Guadeloupe et maire de Sainte-Anne. Un collège porte son nom dans la commune.

### Héraldique
| Blason | Blasonnement : Tiercé en fasce : au 1er d’azur à deux fleurs d’hibiscus d’argent, au 2 d’argent à trois mouchetures d’hermine de sable, au 3 de gueules à l'agneau pascal d’argent. |

## Pour approfondir